# Station Saint-Jean de Maurienne - Vallée de l'Arvan
Station Saint-Jean-de-Maurienne is een spoorwegstation in de Franse gemeente Saint-Jean-de-Maurienne.